# Klubi Futbollit Tirana 2010-2011

## Rosa
| N. |                    | Ruolo | Calciatore       |
| -- | ------------------ | ----- | ---------------- |
| 1  | Albania (bandiera) | P     | Blendi Nallbani  |
| 2  | Albania (bandiera) | D     | Elvis Sina       |
| 3  | Albania (bandiera) | D     | Rezart Dabulla   |
| 4  | Serbia (bandiera)  | D     | Ivan Gvozdenović |
| 5  | Albania (bandiera) | D     | Entonjo Pashaj   |
| 6  | Albania (bandiera) | D     | Andi Lila        |
| 7  | Albania (bandiera) | C     | Gilman Lika      |
| 8  | Albania (bandiera) | C     | Sabien Lilaj     |
| 9  | Albania (bandiera) | A     | Sebino Plaku     |
| 10 | Albania (bandiera) | C     | Devis Mukaj      |
| 11 | Albania (bandiera) | A     | Ergys Sorra      |
| 12 | Albania (bandiera) | P     | Ilion Lika       |
| 13 | Albania (bandiera) | C     | Erando Karabeçi  |
| 14 | Albania (bandiera) | C     | Oriand Abazaj    |
| 16 | Albania (bandiera) | D     | Erion Dushku     |
| 17 | Albania (bandiera) | C     | Afrim Taku       |
| 18 | Albania (bandiera) | D     | Rrahman Hallaçi  |
| 19 | Albania (bandiera) | D     | Tefik Osmani     |
| 20 | Albania (bandiera) | A     | Alban Bushi      |

| N. |                                 | Ruolo | Calciatore        |
| -- | ------------------------------- | ----- | ----------------- |
| 21 | Albania (bandiera)              | A     | Blerti Hajdari    |
| 22 | Croazia (bandiera)              | A     | Pero Pejić        |
| 23 | Kosovo (bandiera)               | C     | Shpëtim Babaj     |
| 24 | Albania (bandiera)              | C     | Gerald Tushe      |
| 25 | Albania (bandiera)              | C     | Jahmir Hyka       |
| 26 | Albania (bandiera)              | C     | Migen Metani      |
| 27 | Albania (bandiera)              | A     | Mario Morina      |
| 28 | Bosnia ed Erzegovina (bandiera) | C     | Mladen Žižović    |
| 30 | Albania (bandiera)              | C     | Marvin Nallbani   |
| -  | Albania (bandiera)              | P     | Klajdi Kuka       |
| -  | Albania (bandiera)              | D     | Ditmar Biçaj      |
| -  | Lettonia (bandiera)             | D     | Arturs Silagailis |
| -  | Albania (bandiera)              | D     | Saimir Kasemi     |
| -  | Albania (bandiera)              | D     | Julian Ahmataj    |
| -  | Albania (bandiera)              | D     | Gentjan Muça      |
| -  | Albania (bandiera)              | A     | Enco Malindi      |
| -  | Albania (bandiera)              | A     | Vilfor Hysa       |
| -  | Albania (bandiera)              | A     | Bekim Balaj       |